# Quai supérieur de la Volga
Le quai supérieur de la Volga (Ве́рхне-Во́лжская на́бережная, avant la révolution d'Octobre quai Saint-Georges), est une voie du cœur historique de la ville de Nijni Novgorod en Russie. Il s'étend le long de l'Oka et de la Volga de la place de Minine et Pojarski jusqu'à la place au Foin.

## Histoire

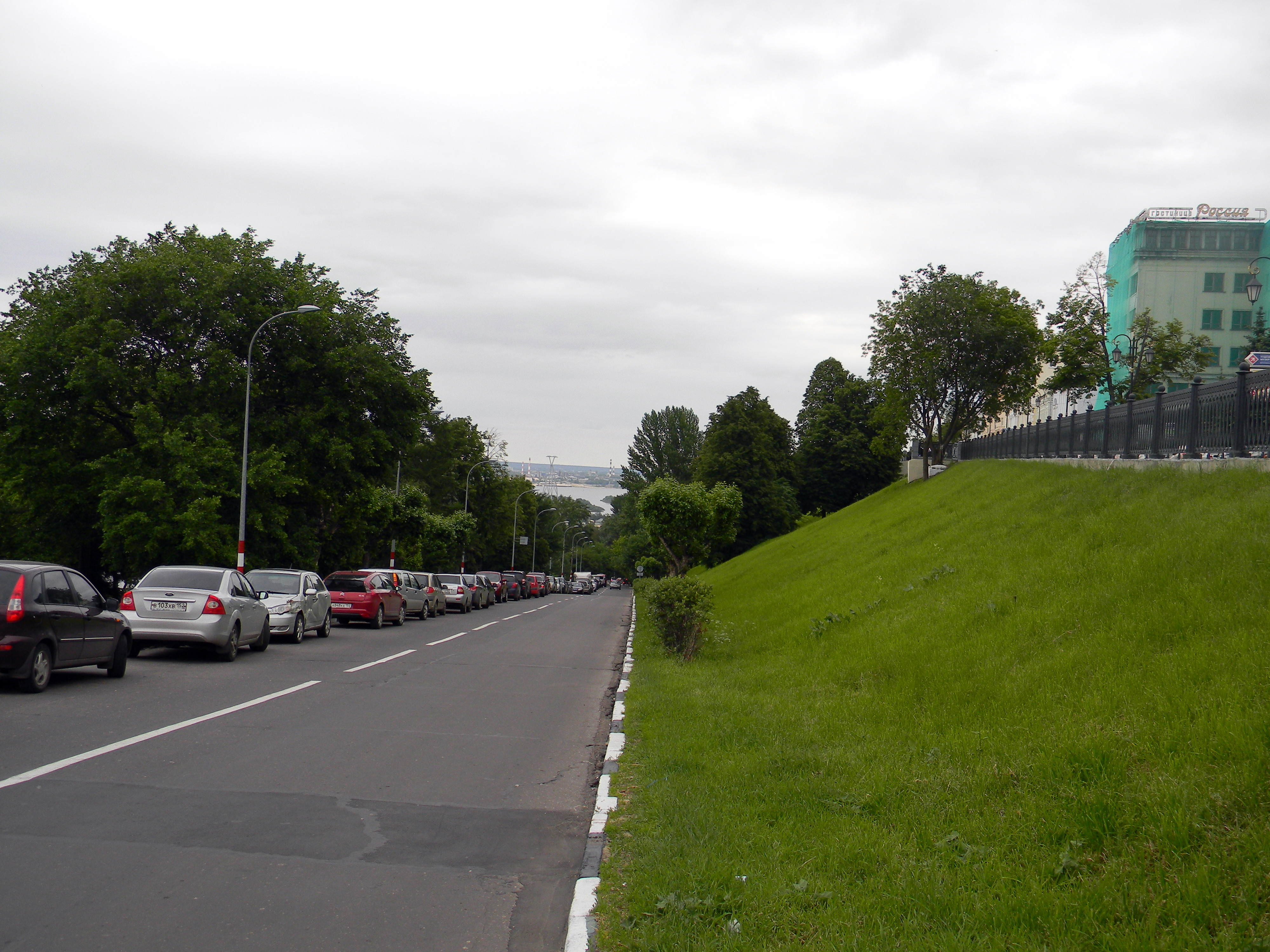
La rampe Saint-Georges.

Lorsque Nicolas Ier se rendit en visite en 1834 à Nijni Novgorod, il exprima son mécontentement du fait que les bords de la Volga fussent bordés de cahutes infâmes, de tas d'immondices aux relents infects. Il donna donc son accord pour faire tracer un boulevard avec un jardin public. En 1836, on borda le remblai du quai de pavés et de palissades et l'on construisit une pente, tandis que les meilleurs architectes bâtissaient de belles maisons privées en pierre. On aménagea le jardin Alexandre le long de la pente près de l'église avec deux voies en pente (rampes) : la rampe Saint-Georges du nom de l'église et la rampe de Kazan.
Le quai Saint-Georges devint alors un lieu de promenade prisé, on s'y donnait rendez-vous, on y montrait ses beaux atours, on y prenait l'air, ou l'on y parlait affaires.
Après la révolution d'Octobre, on a augmenté les niveaux des étagements des immeubles. L'église Saint-Georges a été détruite à la dynamite et l'on a donné au quai le nom de quai supérieur de la Volga-Jdanov, d'après Andreï Jdanov, ancien secrétaire du comité du parti communiste de l'oblast de Gorki et de la ville de Gorki (nom à l'époque de Nijni Novgorod). Après la chute de l'URSS, le quai a été baptisé simplement quai supérieur de la Volga (pour le distinguer du quai inférieur de la Volga auquel  il est relié par le grand escalier de Tchkalov) en supprimant la référence à Jdanov.

## Édifices

### Bâtiment du conseil d'administration de la compagnie maritime Volga

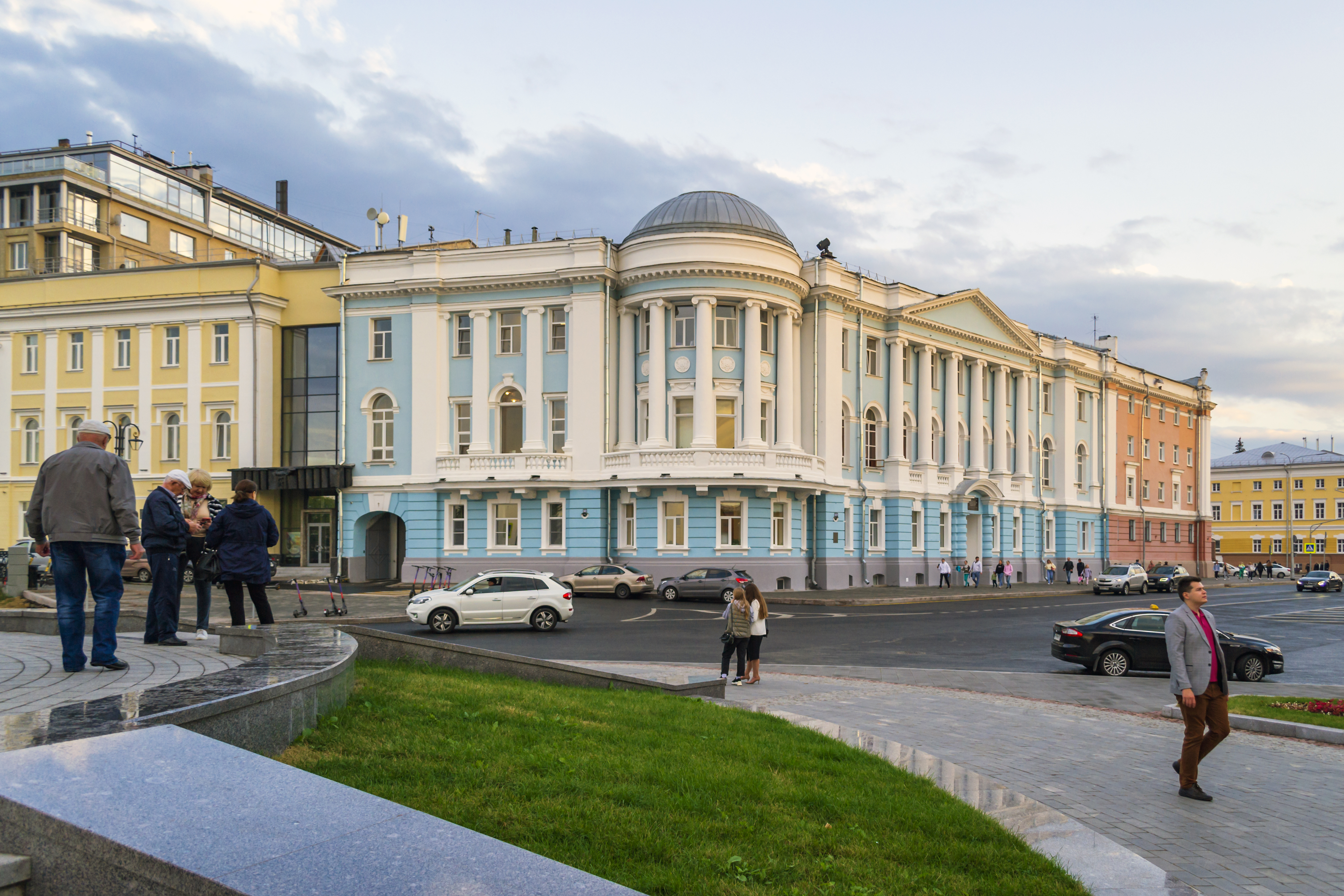
Bâtiment du conseil d'administration de la compagnie maritime Volga, aujourd'hui faculté de médecine.

Au n° 1, on trouve un grand édifice néoclassique construit en 1913-1916 pour le conseil d'administration de la compagnie maritime « Volga ». Cette compagnie fut fondée en 1910 par Dmitri Sirotkine, inscrit à la classe des marchands de Nijni Novgorod, par Yakov S. Tchernoniobov inscrit à la classe des paysans, par I.F. Skrepinski, marchand de la première guilde d'Astrakhan, par I.M. Lbov, fils d'un marchand d'Astrakhan, et par P.A. Roukine, inscrit à la classe des paysans du village de Rabotka de l'ouïezd de Makariev du gouvernement de Nijni Novgorod. La compagnie « Volga » transportait et commercialisait des produits pétroliers le long de la Volga dans des barges de conception originale de D.V. Sirotkine et contrôlait une partie importante du marché du transport de pétrole depuis Bakou, étant l'une des trois plus grandes sociétés de transport de pétrole de l'Empire russe.
Comme le conseil d'administration de la compagnie se trouvait à Nijni Novgorod, à l'angle de la place du Séminaire (aujourd'hui partie de la place de Minine et Pojarski), donnant sur le quai supérieur de la Volga, l'on fit construire un bâtiment monumental en style néoclassique russe du début du XXe siècle. Il fallait lui donner un style représentatif pour refléter le prestige de la compagnie. Les travaux sont menés par l'architecte A.N. Poltanov; mais l'auteur des plans est inconnu. L'on suppose que ce serait les frères Vesnine, sans preuve documentée.

### Maison Grigoriev (Maison de l'Architecte)

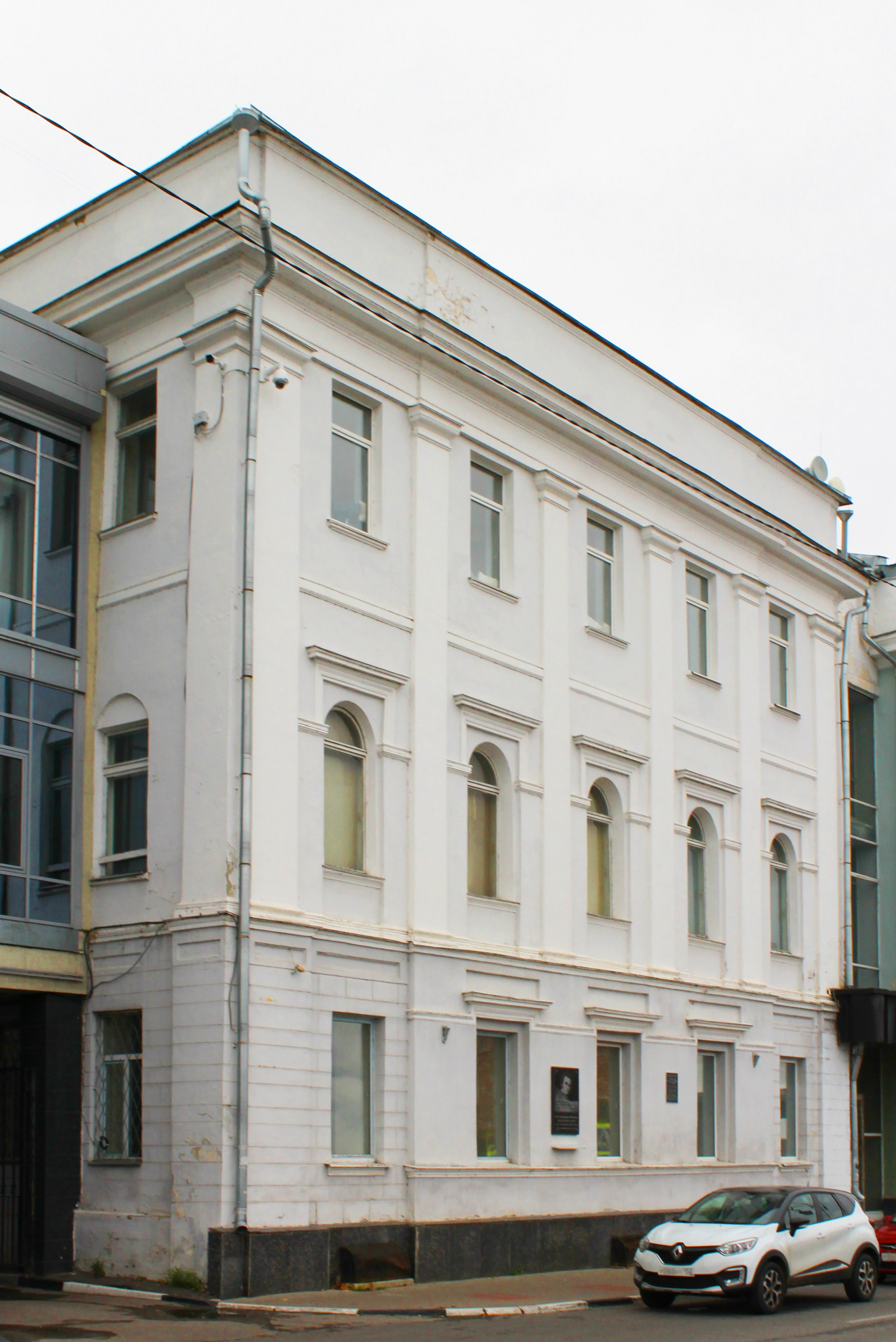
Maison de l'Architecte.

C'est en 1849-1850, que le conseiller titulaire Porphyre Grigoriev acheta un grand terrain aux enchères près de la tour Saint-Georges du kremlin de Nijni Novgorod. Puis il s'est tourné vers l'architecte M.K. Yastrebov, qui était architecte indépendant, pour développer un projet de maison en pierre à un étage supérieur avec des bases voûtées. La Commission provinciale de la construction et des routes approuva les plans des façades avec des sections étage par étage le 2 juin 1850, les jugeant « à la fois en particulier et en termes généraux tout à fait satisfaisants ». Elle fut terminée en 1851. La façade est ornée d'éléments classiques, des pilastres entre les fenêtres d'ordre romain au premier étage et avec un fronton triangulaire, dont le tympan était décoré d'une sculpture en relief. Les étages avaient des entrées latérales indépendantes, reliées les unes aux autres par un escalier en colimaçon rond. Avec la maison, une clôture en pierre fut construite selon une conception exemplaire.
Grigoriev donna en location le premier étage. Un de ses locataires fut l'architecte P.A. Ovsiannikov qui invita chez lui pendant quelques mois à partir de septembre 1857 le poète Taras Chevtchenko, venu d'Orenbourg pour aller à Saint-Pétersbourg et faisant étape ici. Le poète prépara ici la publication d'un ouvrage de poésies et termina sa nouvelle Le Marin («Матрос»), écrivit ses poèmes La Part («Доля»), La Muse («Муза»), La Gloire («Слава»), et Les Néophytes («Неофиты»). En 1858, l'écrivain français Alexandre Dumas y a séjourné pendant son long voyage à travers la Russie, pour visiter la foire de Nijni Novgorod.
La maison est réaménagée en 1971-1973 pour y accueillir la Maison de l'Architecte. On la surélève encore d'un étage,.

### Immeuble d'habitations «La Maison sur le quai»
Au n° 2a, les architectes locaux Viktor Bykov, Anna Helfond, Alexandre Sazonov et Dmitri Slepov construisent en 2003 un immeuble d'habitations de style postmoderniste. Le projet initial de 2001 était censé inscrire organiquement le bâtiment en hauteur dans le panorama du remblai : la partie à trois étages était liée à la Maison de l'Architecte et à la façade néoclassique du bâtiment de la compagnie « Volga », d'où un puissant entablement et une colonnade apparaissant dans l'aspect de l'édifice. La partie « gratte-ciel » était reliée à l'hôtel Rossiya. Pendant la construction, le développeur a arbitrairement augmenté le nombre d'étages du bâtiment, ce qui a nui aux vues historiques du panorama du remblai.

### Hôtel particulier Sirotkine

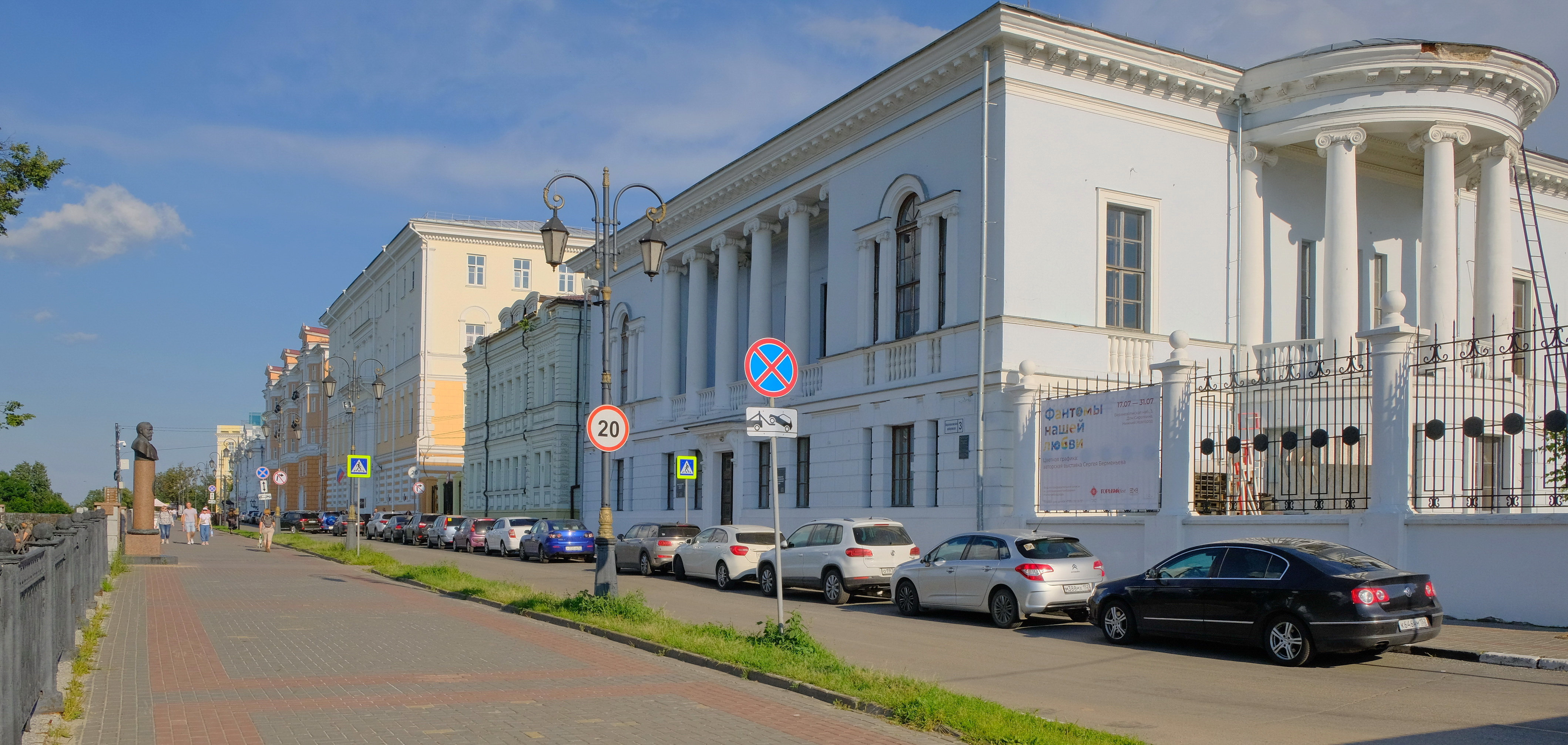
Hôtel particulier Sirotkine.

Au n° 3, on trouve l'ancien hôtel particulier de l'entrepreneur Dmitri Sirotkine, inscrit à la première guilde des marchands de Nijni Novgorod, et l'une des personnalités les plus riches de la ville dont il fut maire. C'était un armateur important de la Volga, possédant une flottille de transports (notamment de pétrole) et de passagers. Il disposait d'un capital de plus d'1,5 million de roubles, somme colossale à l'époque. Désireux de se faire construire une demeure prestigieuse pour y réunir ses collections d'art (et en faire plus tard un musée), il fit appel en 1913 à des jeunes architectes, les frères Vesnine. Bien que ce fût leur premier projet indépendant, l'hôtel particulier est depuis cette époque reconnu « comme un des meilleurs exemples de l'architecture russe prérévolutionnaire »,.
L'hôtel particulier est terminé en 1916. Le propriétaire en profite peu, puisque la révolution d'Octobre éclate et il est nationalisé en 1918. On y installe en 1924 le département des arts du musée d'histoire et des beaux-arts. Le musée change plusieurs fois de nom et acquiert une grande notoriété. Mais à la fin du XXe siècle, l'édifice a besoin de travaux de restauration et le musée est déménagé à la maison du Gouverneur du kremlin de Nijni Novgorod.
Après des travaux, l'édifice accueille de nouveau une partie des collections du musée des Beaux-Arts de Nijni Novgorod et rouvre le 30 septembre 2009. Il abrite la toile la plus grande de Russie (698×594 cm), un tableau de Constantin Makovski intitulé L'Appel de Minine.

### Bâtiment du laboratoire radio de Nijni Novgorod

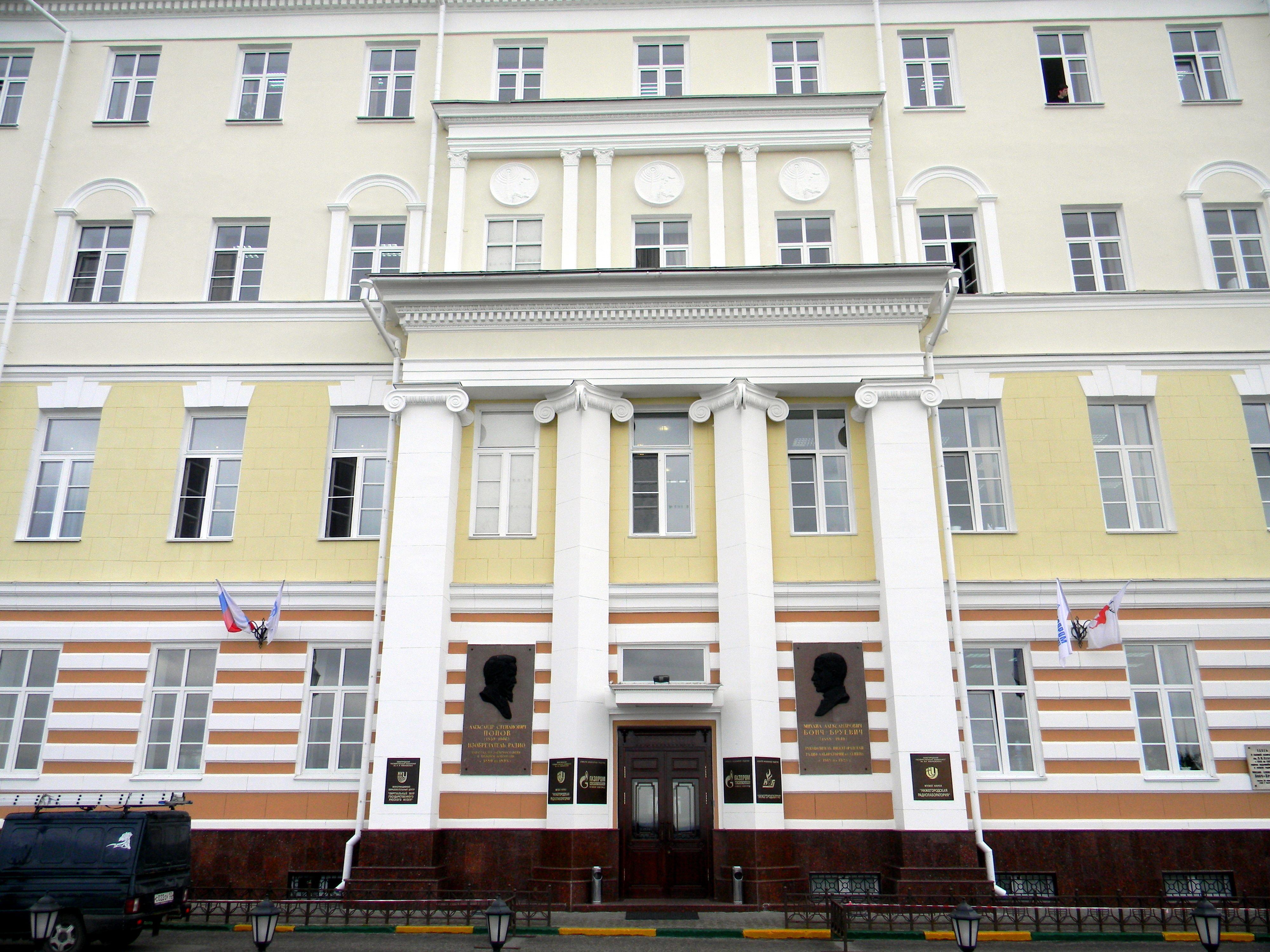
Façade de l'ancien bâtiment du laboratoire radio de Nijni Novgorod

On trouvait au n° 5 au début du XIXe siècle une maison de pierre à un étage supérieur achetée en 1857 par la compagnie de transport fluvial et maritime « Mercure ». Elle était entourée d'un jardin qui descendait jusqu'à la rue Joukovski (aujourd'hui rue Minine). La maison est détruite et on construit à la place une maison à un étage. La compagnie devenue « Mercure et Caucase » la vend au consistoire de Nijni Novgorod en 1860 qui en fait un foyer pour les séminaristes étudiant au séminaire situé à côté place de Minine et Pojarski. La maison est agrandie d'un nouveau corps de bâtiment de deux étages sur le côté gauche.
Après la révolution d'Octobre un oukaze de Lénine la donne en 1918 à l'organisation de laboratoire radio de Nijni Novgorod. Elle est reconstruite, on y installe le gaz et l'électricité, l'eau courante et l'air comprimé. Au rez-de-chaussée, on y aménage des ateliers de production, au premier, des laboratoires et des salles de conférences et au deuxième, les bureaux des directeurs et la bibliothèque. Des savants renommés y travaillent, comme Vladimir Lebedinski, V.V. Tatarinov, Valentin Vologdine, Mikhaïl Vontch-Brouïevitch, Oleg Lossev, etc.. Le laboratoire radio fonctionne pendant dix ans, puis après réorganisation est transféré au laboratoire central militaro-industriel de Nijni Novgorod où il se trouve toujours.
L'édifice est remanié en 1948-1949 par l'architecte Dmitri Silvanov qui y rajoute deux étages, fait construire un portail, lui donnant son aspect actuel. Une école technique de radio s'y installe quelque temps, puis différents instituts de recherche scientifique. Le rez-de-chaussée du bâtiment accueille le 7 mai 1974 le musée de laboratoire radio de Nijni Novgorod qui dépend de l'usine Frounzé et depuis la perestroïka de l'Université d'État de la ville.
En 1998, il change de propriétaire. La compagnie de carburant et d'énergie de Nijni Novgorod y installe ses bureaux après des travaux de fonds. Le musée du rez-de-chaussée est cependant conservé et ouvert au public.

### Immeuble d'habitations construit par Boubnov

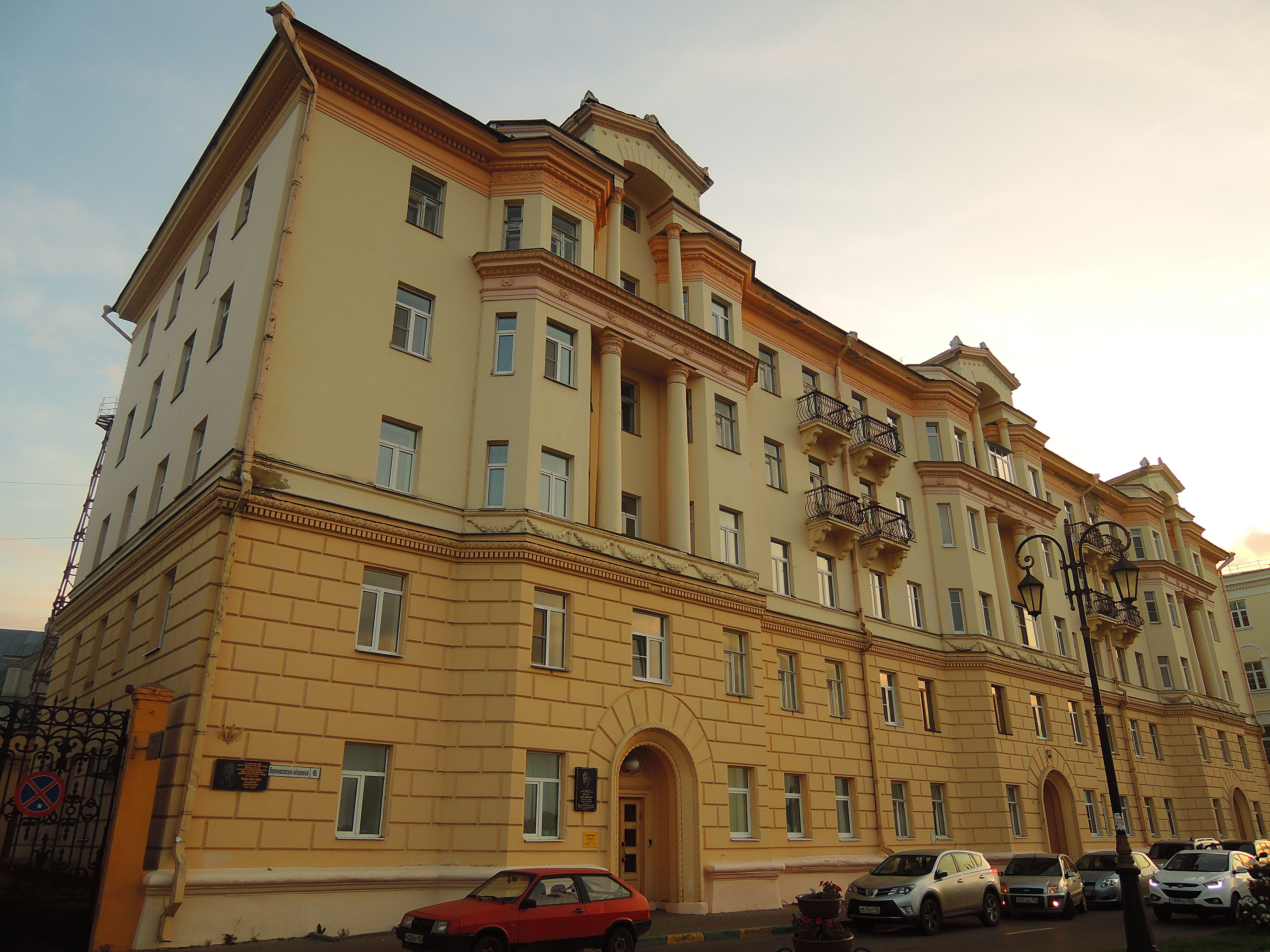
Immeuble construit par Boubnov.

L'immeuble au n° 6 a été construit en 1954 par l'architecte local Youri Boubnov. C'est un grand bâtiment de style néoclassique soviétique de quatre étages. Il reflète la tendance des architectes locaux qui étudiaient profondément dans les années 1940-1950 l'histoire de l'architecture européenne et russe, et se détournant des recherches stylistiques des années 1920-1930 portèrent leurs recherches vers le renouveau du classicisme et de ce qu'on appellera plus tard le classicisme stalinien. Dans cet immeuble résidentiel (dont les appartements étaient réservés en priorité à des directeurs d'usines ou ingénieurs bien vus par le régime), Boubnov a utilisé des techniques typiques de son travail de ces années-là. Il était important dans la conception des façades d'identifier les éléments volumétriques : risalites avec baies (orels) ornées de colonnes doriques qui pour les trois étages supérieur forment des orels à facette reliés par paires tandis qu'au niveau inférieur ils sont soulignés par des guirlandes ondulantes. L'axe de chaque risalite (avant-corps) est formé par des arcs et pour jouir du panorama de la Volga des attiques sont installés. Le rez-de-chaussée et le premier étage sont plus simples et présentent un vrai « travail cyclopéen » de maçonneries. Selon Olga Orelskaïa (docteur en architecture), cet immeuble est l'une des œuvres les plus abouties de Boubnov.
Cette maison accueillit des résidents fameux à l'époque soviétique. On y apposa en 2008-2009 des plaques mémorielles en l'honneur de Mikhaïl Youriev, ingénieur métallurgiste et directeur de l'usine « Krasnoïe Sormovo » et de Vladimir Maximenko, ingénieur, directeur de l'usine de construction de machines de Gorki, et héros de l'Union soviétique,.

### Hôtel particulier Roukavichnikov

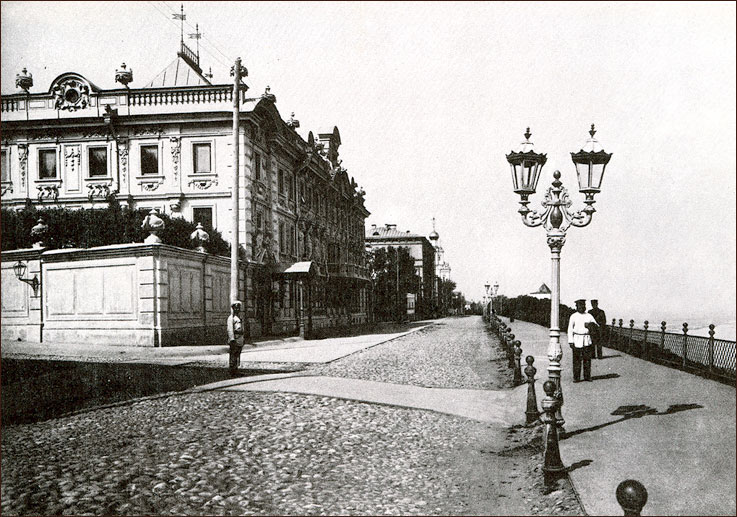
Vue de l'hôtel particulier à la fin des années 1890, photographie de Maxime Dmitriev.

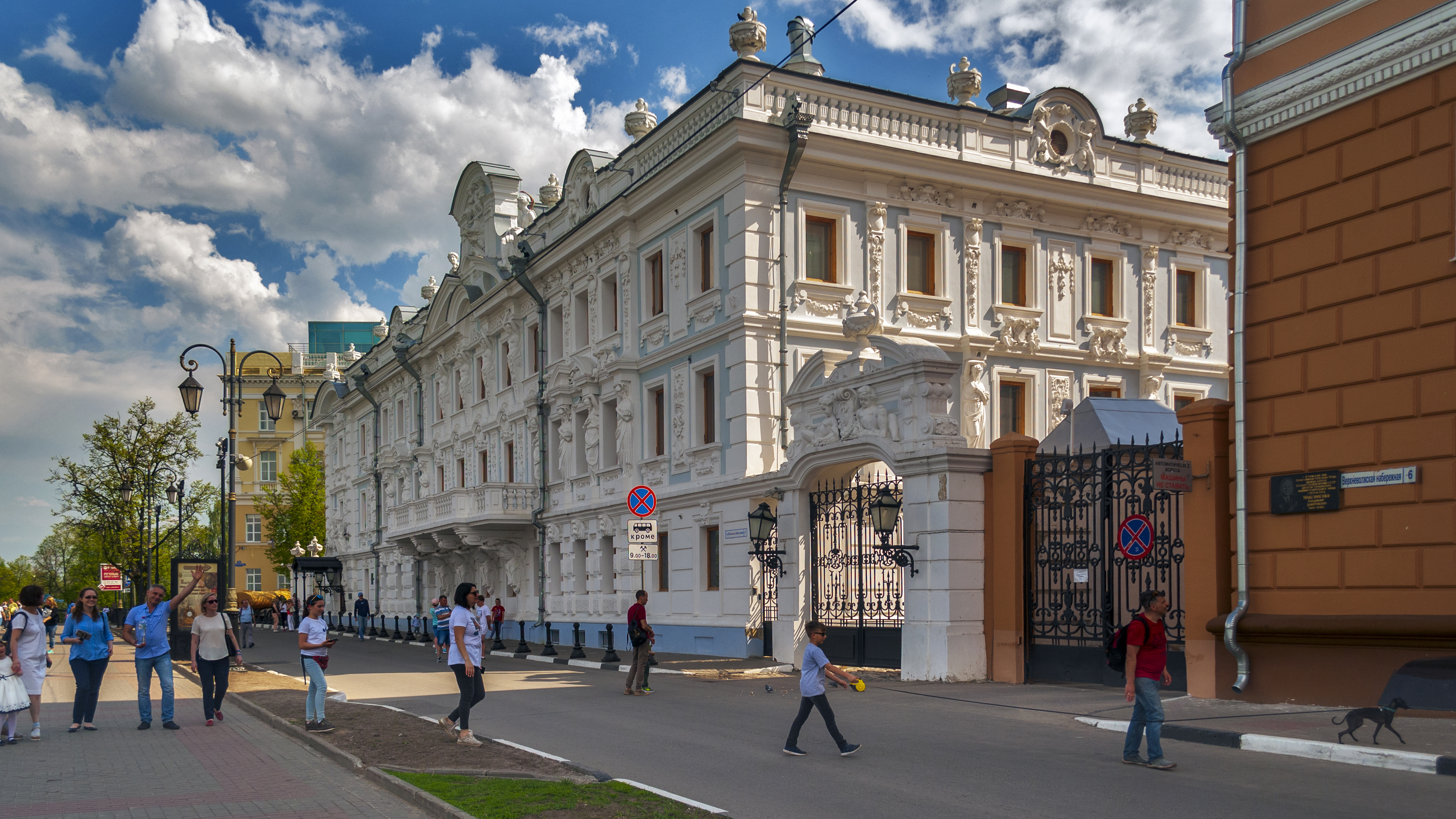
Vue de l'hôtel particulier en 2019.

Au n° 7, l'on trouve le somptueux ancien hôtel particulier du marchand Sergueï Mikhaïlovitch Roukavichnikov, construit en 1875-1877 selon les plans du fameux architecte Piotr Boïtsov. Il y avait avant une maison à un étage avec une mezzanine achetée par le marchand Mikhaïl Grigorievitch Roukavichnikov au marchand Sérapion Vezlomtsev dans les années 1840. Son fils, Sergueï Mikhaïlovitch, ne démolit pas l'ancienne maison, mais s'en sert de base pour en faire un luxueux hôtel particulier richement décoré de sculptures de Mikhaïl Mikechine. Ce fut la première maison de la ville à recevoir l'électricité en 1903. C'est ici que le poète Ivan Roukavichnikov passa son enfance ; c'était l'un des fils de S.M. Roukavichnikov.
Après la révolution d'Octobre, la demeure est nationalisée en 1918 et donnée au musée régional en 1924. Le musée change de nom plusieurs fois et prend le nom en 1959 de musée d'État d'histoire et d'architecture. Ce musée possède six filiales aujourd'hui dont cet hôtel particulier qui abrite désormais l'administration du musée.
L'édifice est fermé en 1994 pour des travaux d'urgence, car il était dans un état pitoyable. Mais de véritables travaux de restauration n'ont lieu qu'en 2007-2010. Il est inauguré en août 2010 en présence de l'ancien gouverneur de l'oblast, Valery Chantsev, et rouvert au public le 4 septembre suivant.

### Complexe immobilier «Royal Landmark»
Sur le terrain situé entre la rue Nesterov et la rue Semachko, se trouvait autrefois le jardin de la clinique provinciale de Nijni Novgorod aménagé au milieu du XIXe siècle pour le repos et la promenade des malades. Dans la seconde moitié du XIXe siècle, le jardin est entouré de grilles de fer sur des socles de pierre. L'ensemble historique de la clinique est transféré de la propriété de la région à celle de la ville le 19 décembre 1997.
À la place du jardin en 2016, la ville fait construire un grand complexe immobilier de luxe nommé «Royal Landmark» dans un style néoclassique contemporain. La construction et la vente des appartements s'accompagnent de plusieurs batailles juridiques entre investisseurs qui durent pendant quatre ans et demi.

### Restaurant «Parc de la Culture»
En face du complexe immobilier «Royal Landmark», on trouve au n° 10a sur la pente et le territoire du jardin Alexandre un bâtiment dévolu au restaurant « Parc de la Culture », construit en 2016. Selon Anna Davydova, qui est à la tête d'une association de défense du patrimoine architectural de la ville, les travaux de construction ont été menés par une compagnie appartenant à Elada Nagornaïa, épouse de l'ancien maire de Nijni Novgorod. Pour la réalisation de ces travaux, effectués dans le jardin Alexandre, il a fallu déclasser le territoire de la catégorie « objet du patrimoine culturel » (pour laquelle toute construction est interdite) vers la catégorie « lieux d'intérêt local ».
Avant le début des travaux, il y avait les ruines d'un café de l'époque soviétique que l'on a ôtées. Le projet initial prévoyait de construire un édifice à deux étages. Le projet est reconsidéré en 2018 et l'on construit un édifice sans étage pour le restaurant Parc de la Culture («Парк культуры») par les architectes О.А. Barabanov et A.B. Dekhtiar. L'édifice est de style néomoderne à l'aspect minimaliste, en adéquation avec les maisons modernes individuelles des abords de la ville et les petits bâtiments publics de la ville.

### Maison des Cheminots

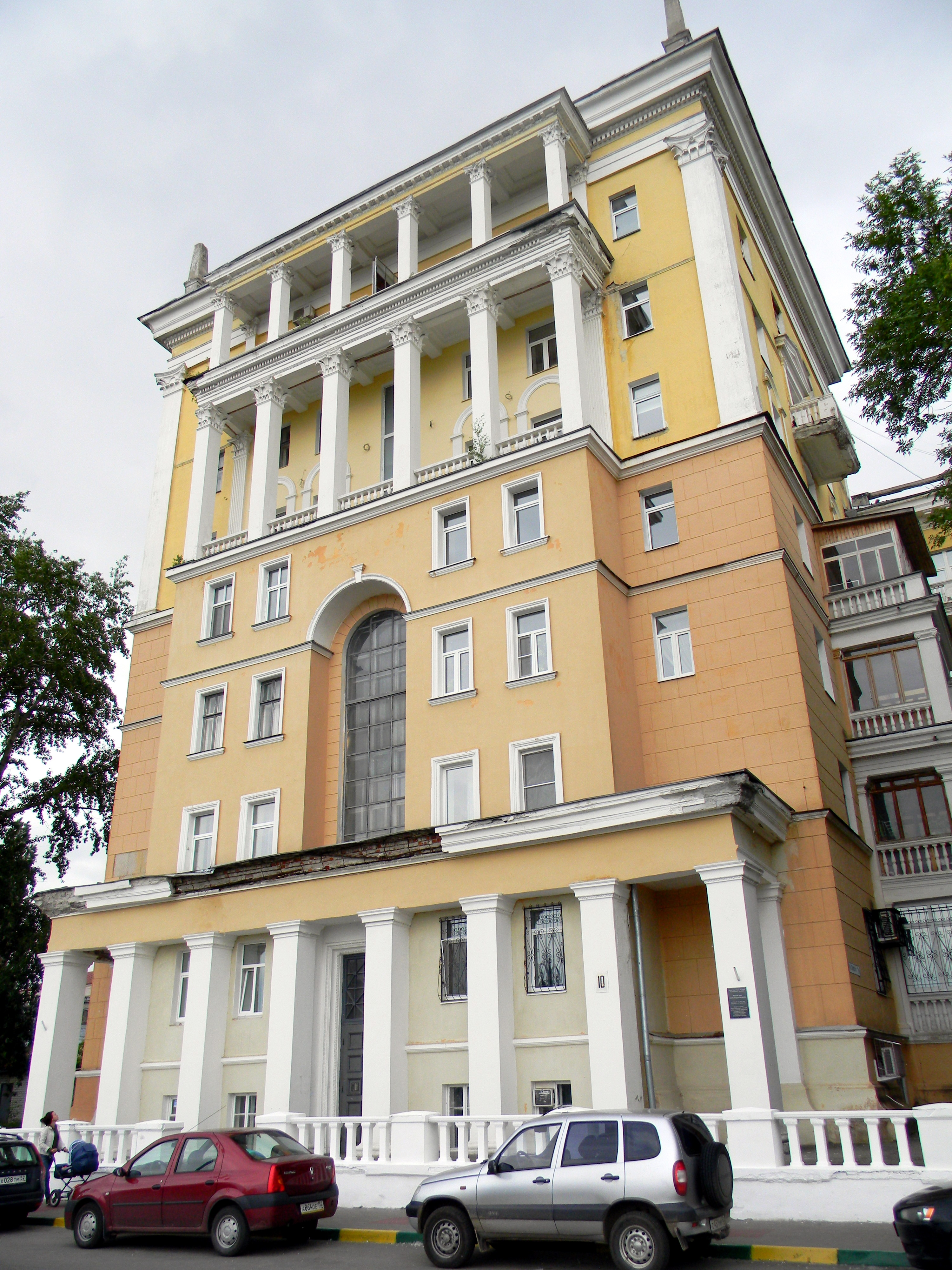
Maison des Cheminots.

Au croisement de la rue Semachko, l'on trouve au n° 10/2 un haut bâtiment en forme de Г. C'est un ancien immeuble d'habitations des cheminots, construit par Dmitri Silvanov en 1937-1938, sur commande des chemins de fer de Gorki, afin d'abriter les appartements des ingénieurs techniques et autres employés hautement qualifiés des chemins de fer. Ce genre de bâtiments étaient construits à grande échelle dans l'URSS des années 1930, car le pays avait besoin de cadres qualifiés. Les appartements étaient spacieux et jouissaient du meilleur confort de l'époque.
L'auteur, Dmitri Silvanov, travaillait pour la ville depuis 1934 sous la direction de l'architecte moscovite Anatoli Joukov, disciple de l'architecte-académicien Ivan Joltovski. Au départ, il devait y avoir en face de la rue Semachko une tour pour former un pendant avec la Maison des Cheminots et flanquer la sortie de la rue vers le quai et plus loin sur la pente il était prévu un escalier pour descendre vers la Volga. Le déclenchement de la Grande Guerre patriotique empêcha ces projets.
L'édifice est composé d'un corps de bâtiment de six étages, donnant sur la berge et d'un corps de bâtiment perpendiculaire le long de la rue Semachko dans le style post-constructiviste. C'est un bon exemple de l'architecture soviétique de style néoclassique socialiste. La façade du bâtiment est enrichie de détails de stuc dans le goût de la Renaissance italienne et du classicisme russe. La maison est facilement reconnaissable et depuis les années 1930 dessine la silhouette des hauteurs de la Volga, en harmonie avec les autres constructions à côté,.
En 2011, il est question d'inclure l'immeuble à la liste des objets du patrimoine culturel protégé ; mais cela n'est effectué qu'en 2020.

### Hôtel particulier Kamenski

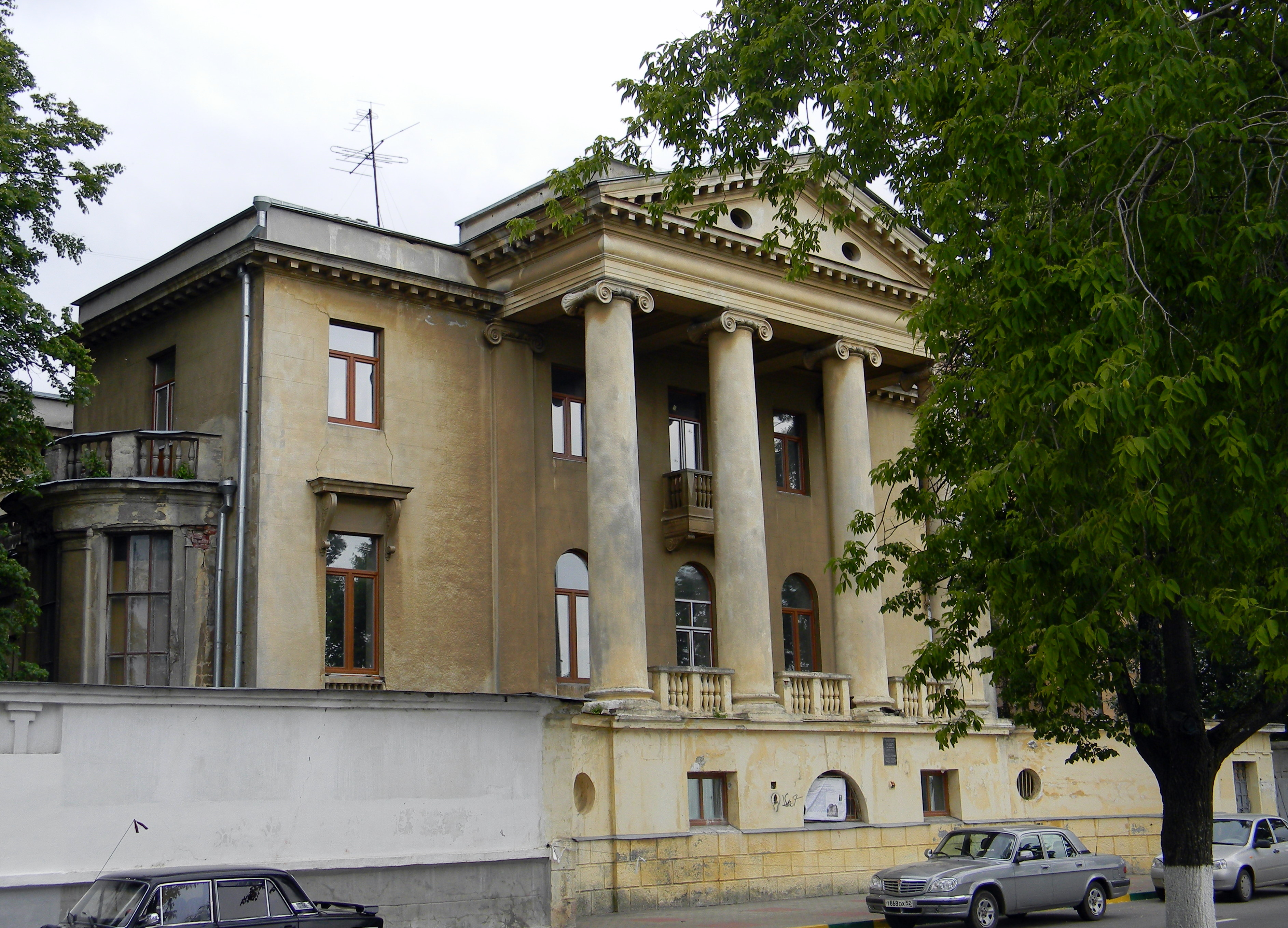
Hôtel particulier Kamensi en 2011

L'hôtel particulier en style néo-palladien est construit par un riche armateur en 1913-1914 par l'architecte Boris Korchounov.
En 1944, on y installe un institut de chimie, puis différentes organisations. Après la chute de l'URSS, la maison est louée à différents locataires puis inscrite aux monuments protégés. En 2006, il est question de la réhabiliter pour les réceptions du gouverneur. Le budget de restauration est annoncé à 106 millions de roubles, mais finalement le projet n'est pas réalisé.

### Maison Kabatchine

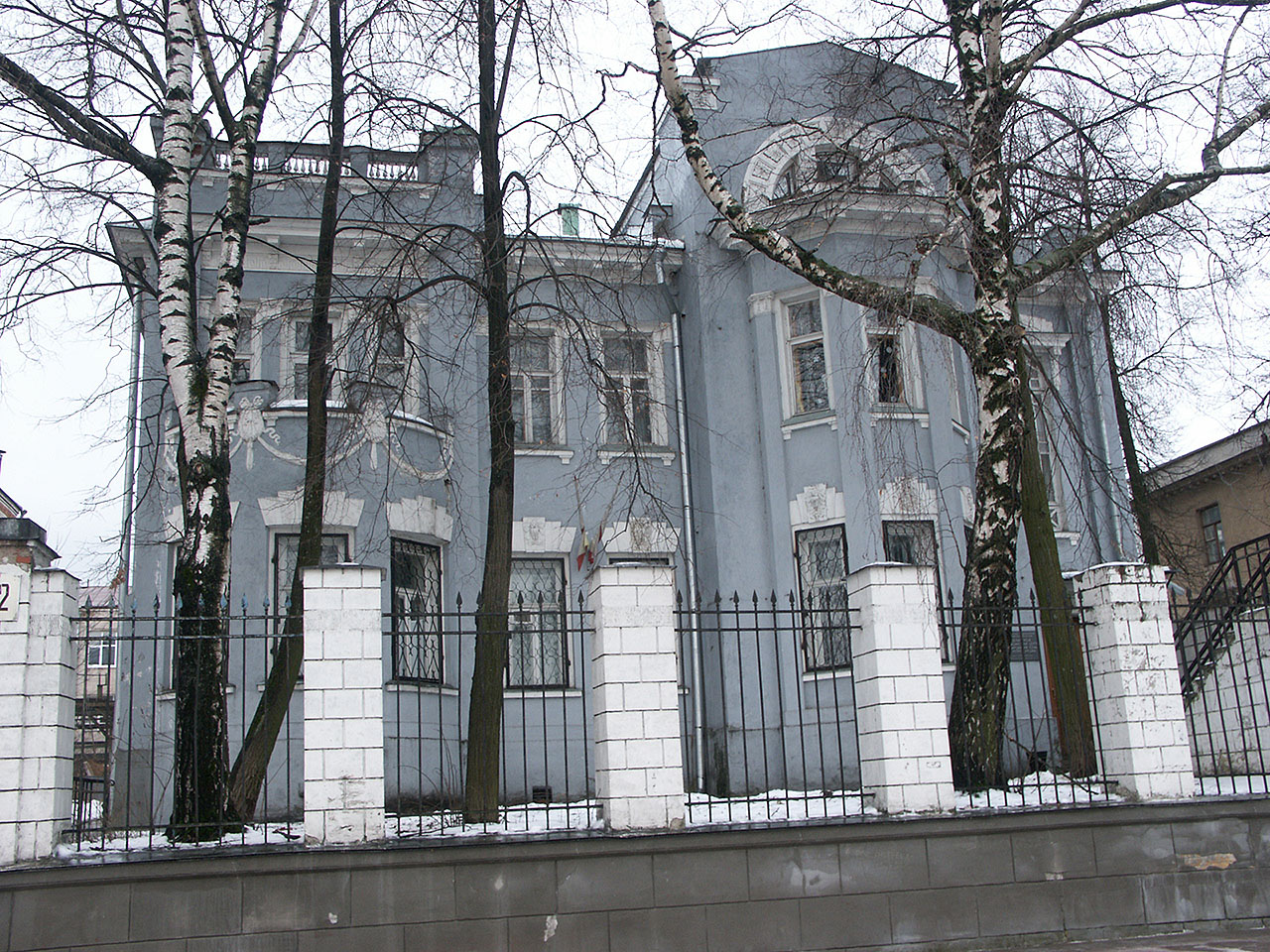
Maison Kabatchine.

Au n° 12, on trouve la villa de l'ingénieur-consultant N.V. Kabatchine (directeur de la compagnie des vapeurs de la famille Kamenski) construite en 1912-1913. L'auteur des plans est inconnu, mais l'architecte du chantier est N.M. Vechniakov. La maison est un mélange de classicisme et d'Art Nouveau. Il présente deux risalites asymétriques. Celui de gauche est orné d'un orel en demi-cercle formant un balcon et un parapet en balustre. Celui de droite est avec une corniche. Le fronton est orné d'un décor floral. La villa est couronnée d'une corniche ; celle de la façade d'honneur est ornée de modules avec des bas-reliefs en forme de feuilles d'acanthe. Les fenêtres du rez-de-chaussée sont ornées de linteaux et de clefs de voûte, exécutées sous forme de bas-reliefs représentant des chouettes (symbole de la sagesse).
Le film Vassa y est tourné dans les années 1980 (1983) par le réalisateur Gleb Panfilov, d'après la pièce de Maxime Gorki, Vassa Jeleznova. Dans les années 1990-2000, la maison abritait un centre régional de médecine du planning familial. En 2014, la villa est vendue par le domaine public à une compagnie commerciale privée,.

### Bâtiment de l'Institut industriel

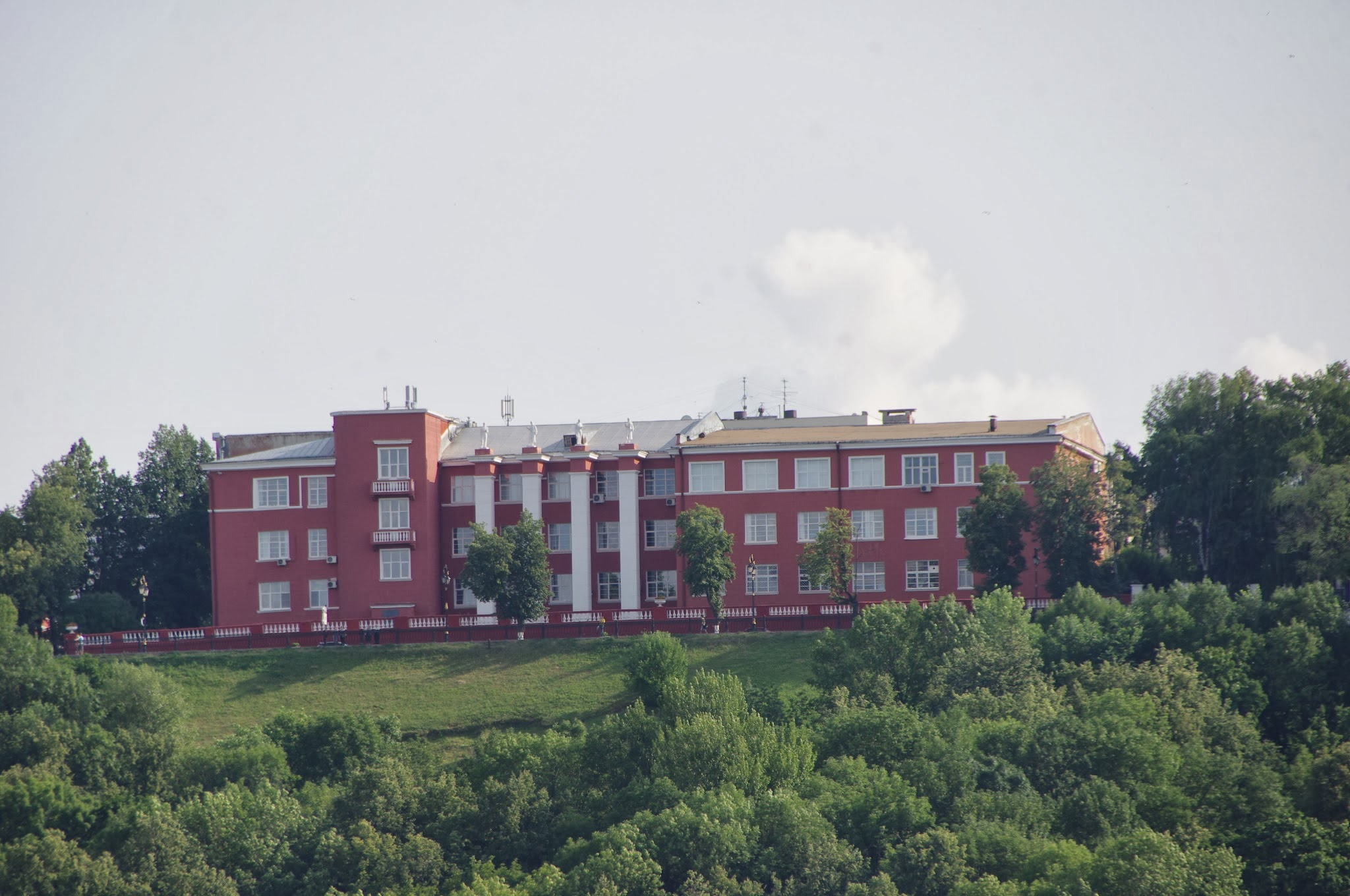
L'institut industriel vu de la Volga.

L'Institut industriel de Nijni Novgorod prend sa source de l'Université polytechnique de Varsovie, fondée en 1898. En 1915, l'institut de Varsovie est évacué à Moscou. La ville de Nijni Novgorod en manque de cadres techniques décide alors de construire son propre institut sous l'impulsion du riche homme d'affaires Dmitri Sirotkine. Finalement, le ministère du commerce et de l'industrie de l'Empire russe transfère l'institut de Varsovie à Nijni Novgorod. Mais celui-ci est supprimé par un décret de Lénine en 1918. C'est en 1934 qu'ouvre l'Institut industriel Jdanov, réunissant plusieurs instituts.
L'institut commence à être construit en 1931 par les architectes Dmitri Tchetchouline et Ivan Neumann,.

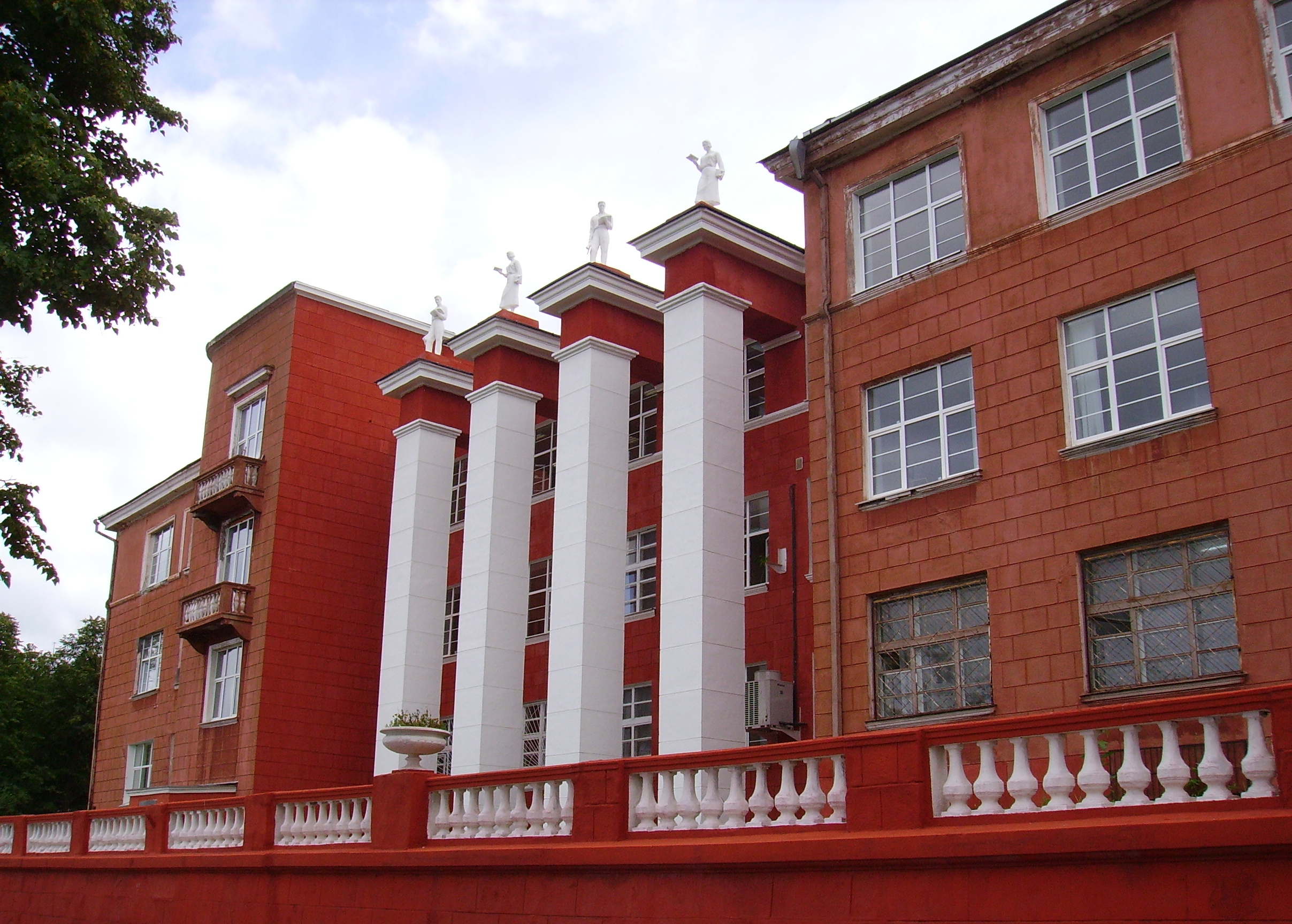
Façade vue du quai.

En 1936, le projet est remanié par Ivan Neumann en style post-constructiviste. La façade est ornée de carrés avec des colonnes, décorées de sculptures d'étudiants formant des murs avec balustrades et vases et des obélisques près de l'escalier d'honneur. Les vitraux dans l'axe de l'entrée d'honneur sont cantonnés de cadres profilés,.
Pendant la Grande Guerre patriotique, le sous-sol qui comportait un bassin pour la construction de navires devient un abri contre les attaques aériennes. Le bâtiment abrite aussi l'école n° 1, l'école technique de radio et l'Institut de construction navale, évacué de Léningrad. En 1950, l'institut est renommé en Institut polytechnique. En 1954, on construit encore un nouveau corps de bâtiment et en 1963 un quatrième. Aujourd'hui le bâtiment est occupé par l'Université technique Alexeïev de Nijni Novgorod.

### Institut féminin Mariinsky

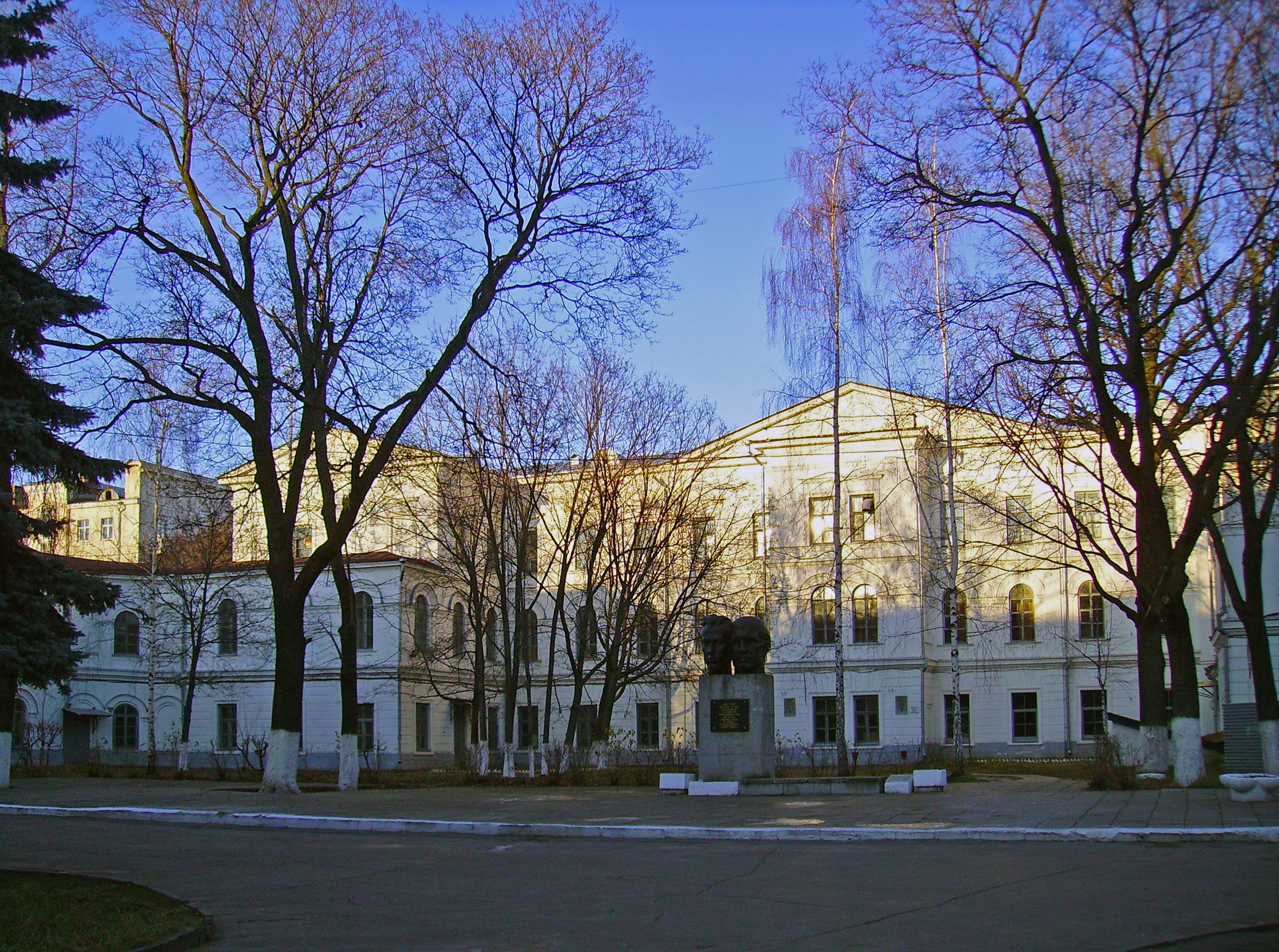
Troisième bâtiment de l'Université technique d'État de Nijni Novgorod, ancien Institut Mariinsky des jeunes filles nobles.

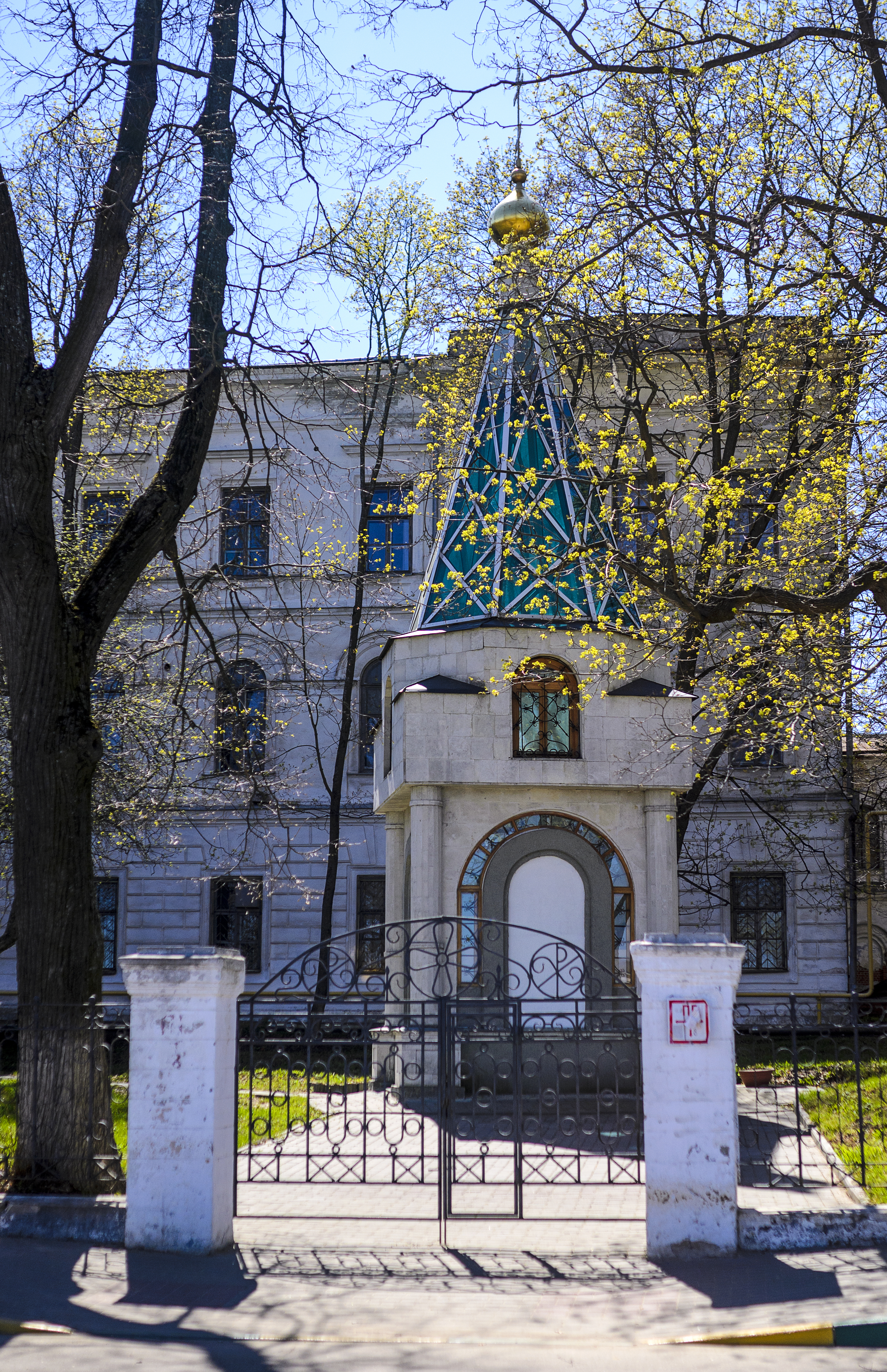
Chapelle Saint-Théodore-Ouchakov.

L'Institut Mariinsky des jeunes filles nobles a été projeté dès 1842, lorsque la noblesse de Nijni Novgorod a décidé de faire un don à l'institution nommée en l'honneur de la princesse Marie Alexandrovna pour l'enseignement des jeunes filles de la noblesse. Cependant, l'institut, formé en 1852, a été contraint de louer une maison aux héritiers du marchand Rytchine pendant six ans qui se trouvait rue Ilinskaïa (Saint-Élie), jusqu'à ce qu'en octobre 1858 un bâtiment soit construit entre le quai et la rue Joukovski, dans le secteur de la place au Foin. C'est l'empereur Nicolas Ier lui-même qui choisit l'emplacement de l'institut construit par l'architecte P.S. Pavlov en style néoclassique.
La façade principale de l'édifice à deux étages donne sur la Volga. La directrice de l'institut demeurait au rez-de-chaussée; il y avait une grande salle, un réfectoire et les chambres des dames enseignantes. Les salles de classe étaient disposées au premier étage, ainsi que le cabinet de physique et au deuxième étage la chapelle et les dortoirs (en français dans le texte) des élèves. Le bâtiment est flanqué de deux ailes à un étage où se trouvaient l'infirmerie, la buanderie, les cuisines, les bains et les logements des domestiques. L'institut bénéficiait de l'eau courante, chose rare à l'époque en ville, avec des canalisations en béton.
Un hôpital militaire y est installé pendant la Première Guerre mondiale. Après la révolution d'Octobre, les bâtiments sont donnés en janvier 1918 à la Tchéka avec un régiment de cavalerie, puis en 1922 à des institutions techniques et plus tard à la faculté technique et à la faculté de chimie de l'Université et enfin à partir de 1930 c'est un des bâtiments de l'Université technique de la ville.
Le bâtiment est réhabilité de fond en comble à la fin des années 1930, les poêles étant remplacés par un chauffage central à chaudière. Pendant la Grande Guerre patriotique, un hôpital s'y installe à nouveau, puis jusqu'en 1955 le quartier général de la défense aérienne. Depuis, il n'a cessé d'être un établissement d'enseignement supérieur.
Malgré quelques changements mineurs, l'édifice a conservé sa forme originale. Une chapelle a été installée dans la cour en 2003 en mémoire des étudiants et membres du corps enseignant victimes de la répression stalinienne. Elle est dédiée à l'amiral Fiodor (Théodore) Ouchakov (1744-1817) canonisé en 2001. Aujourd'hui la façade principale donne sur la rue Minine. La cour d'honneur est ornée d'une sculpture de T.G. Kholouïeva en mémoire des étudiants, enseignants et employés de l'Université morts pendant la Seconde Guerre mondiale.

### Institut de traumatologie et d'orthopédie
Au n° 18, l'on trouve un grand complexe construit en 1927-1928 par Alexandre Yakovlev. C'est en 1925 qu'est fondée la Société des architectes contemporains qui publie dès l'année suivante Architecture contemporaine propageant les idées du constructivisme. Vers 1927, c'est une tendance prioritaire de l'architecture soviétique dont Yakovlev se fait l'écho, même s'il n'est pas partisan des extrêmes caractéristiques des constructivistes de « gauche ». Il respecte les canons de l'avant-garde de l'époque avec un minimum de moyens et utilise peu de pilastres, avec des façades asymétriques et une plate-forme d'observation au-dessus des escaliers, ce qui donne une certaine variété à la façade.
Au départ on y installe une école nommée « école du Dixième-Anniversaire-de-la-Révolution-d'Octobre », première école à être construite en ville après la révolution. On y trouve des salles de classe, un réfectoire, une salle de réunion, une bibliothèque, des ateliers, des douches et un observatoire. Au début de la Grande Guerre patriotique, un hôpital (n° 1389) s'y installe spécialisé dans les problèmes de vue des blessés. En 1945-1946, l'Institut de Gorki de chirurgie reconstructrice, de traumatologie et d'orthopédie est organisé et s'installe ici le 17 juin 1946. Il est dirigé entre 1948 et 1951 par le futur président de l'Académie de médecine d'URSS, Nikolaï Blokhine; entre 1951 et 1984 par le professeur Mikhaïl Grigoriev; entre 1984 et 2005 par le professeur Vadim Azolov; entre 2006 et  2009 par le professeur Andreï Vorobiov.
Près du bâtiment principal, on construit dans les années 1960-1970 un bâtiment supplémentaire de près de 20 000 m2. Trois plaques mémorielles sont visibles avec des portraits en bas-relief, en mémoire des professeurs Boris Parine, Nikolaï Blokhine et Mikhaïl Kolokoltsev.

### Immeuble Neumann
La parcelle à l'angle du quai supérieur de la Volga et de la rue Frounzé fut non bâtie jusque dans les années 1930. On y construisit en 1939 un immeuble d'habitations de quatre étages selon les plans de l'architecte Ivan Neumann.

### Maison Vessovchtchikov
Jusqu'au milieu du XIXe siècle, cet endroit à l'angle du quai et de la rue Frounzé était occupé par des jardins et des potagers. Une maison en pierre à un étage est construite en 1863 pour le marchand N.S. Vessovchtchikov. Elle se trouve au n° 20.

### Maison Gribkov

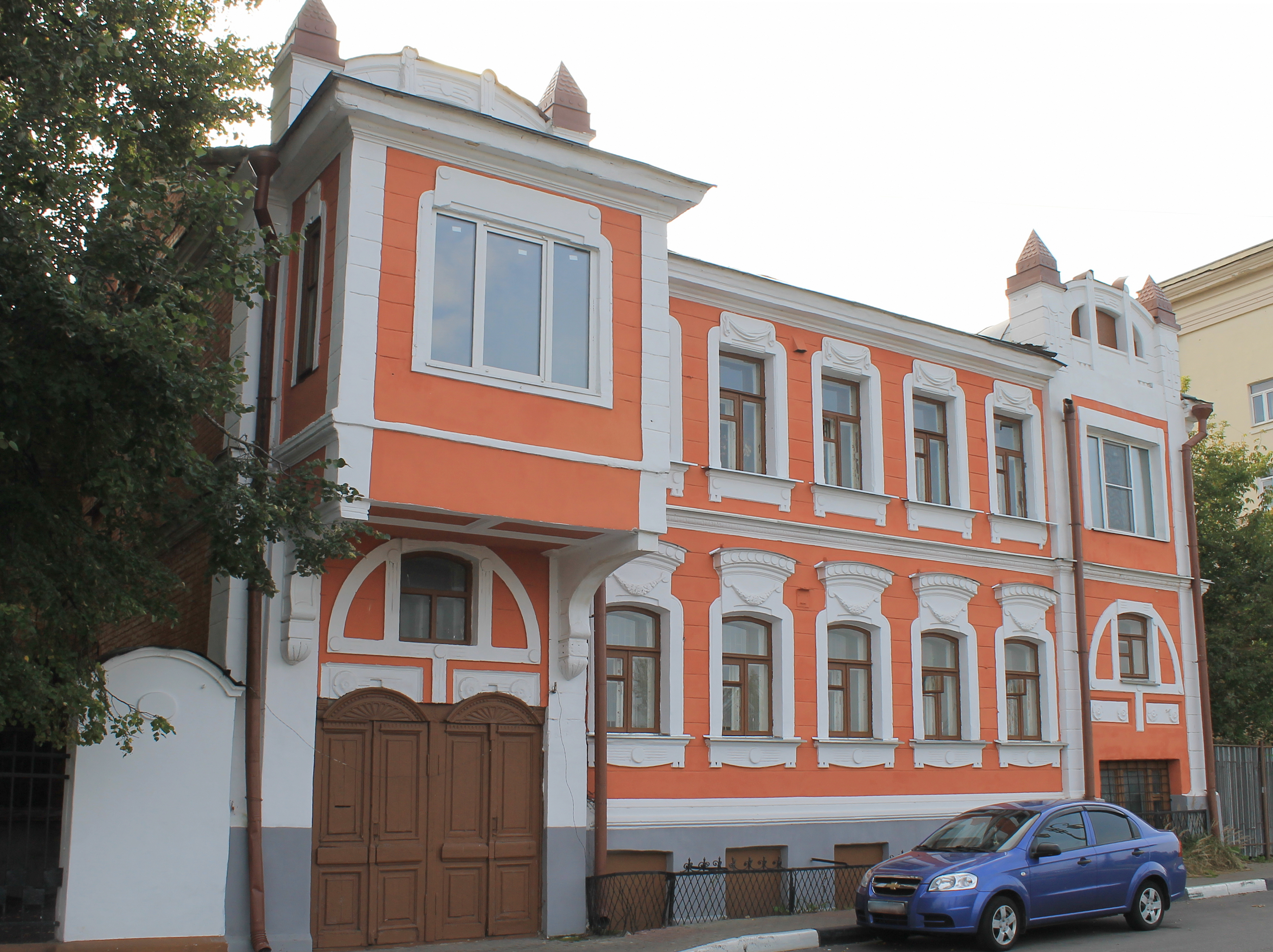
Maison Gribkov.

La maison Gribkov est un petit hôtel particulier situé au n° 21 construit à la fin du XIXe siècle. En 1900, elle se trouvait au n° 18 et appartenait au marchand de la deuxième guilde de Nijni Novgorod, Ivan Mikhaïlovitch Gribkov. La maison de maîtres est construite en plusieurs étapes. En 1882, le plan et la façade de la maison commandée par I.M. Gribkov sont acceptés après quoi les travaux peuvent commencer, de la maison de maîtres et du bâtiment de service. La maison est prévue à un étage et un entre-sol. Le côté Sud est occupé par un bâtiment de service sans étage en briques. La deuxième étape consiste en la construction d'une aile pour la maison de maîtres à l'est en 1884, puis la troisième étape se conclut en 1886 par l'élévation d'un étage pour le  bâtiment de service. Enfin en 1891 l'hôtel particulier est réaménagé en style Art Nouveau russe (appelé Style Moderne en Russie). Les travaux durent jusqu'en 1900. On aménage dans la partie Ouest un passage par l'entre-sol, la partie Est est dotée à l'étage d'un orel quadrangulaire, ce qui change la forme des attiques. Il y avait quatre bâtiments sur le terrain de cet hôtel particulier à la fin du XIXe siècle et un jardin.
Au début du XXe siècle, l'hôtel particulier est vendu à la clinique de la Croix-Rouge qui se trouve juste à côté et ses bâtiments servent à la clinique. L'escalier d'honneur disparaît, les fenêtres d'origine sont transformées. L'ancien bâtiment de service est surélevé d'un étage.

### Clinique de la Croix-Rouge

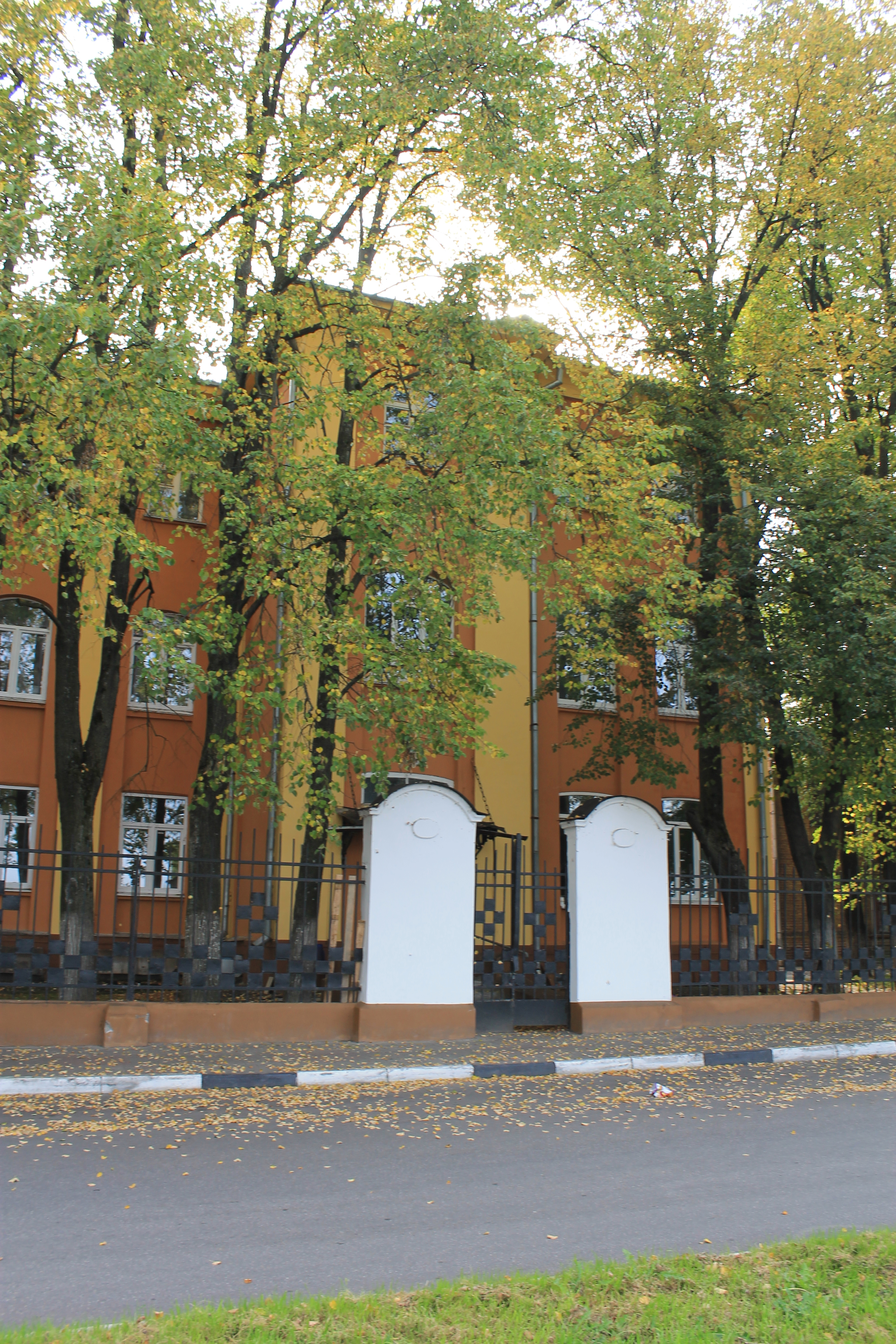
Bâtiment avec l'enceinte d'origine.

La parcelle de terrain des n° 21-22 est donnée en 1908 comme partie venant de sa propriété par le richissime marchand Mitrophane Mikhaïlovitch Roukavichnikov comme don à la Croix-Rouge russe (en). Il fait construire un hôpital sur ses propres fonds en 1910-1911 qui accueillit ses premiers malades le 14 novembre 1913. Au départ, l'hôpital ne comporte qu'un étage et il est bâti en retrait par rapport aux autres édifices de la voie. Une clôture est construite devant la façade principale avec des portails flanqués de piliers de briques recouverts de stuc et surmontés de frontons triangulaires ou semicirculaires, et avec des grilles de fer forgé. Les terrains voisins et leurs bâtiments sont rachetés par la clinique entre 1913 et 1916 pour installer des services de stomatologie et différents autres services hospitaliers.
La clinique est remaniée à l'époque soviétique. Dans les années 1930-1950, elle est surmontée d'un étage supplémentaire et la façade est simplifiée, des éléments décoratifs en étant ôtés, Un nouveau bâtiment est construit sur la gauche (n° 22), Actuellement les différents bâtiments abritent l'hôpital municipal n° 3.